# Serguéi Jlébnikov
Serguéi Anatólievich Jlébnikov –en ruso, Сергей Анатольевич Хлебников– (Sortavala, URSS, 27 de agosto de 1985–Moscú, 12 de junio de 1999) fue un deportista soviético que compitió en patinaje de velocidad sobre hielo.
Participó en dos Juegos Olímpicos de Invierno, en los años 1980 y 1984, obteniendo dos medallas de plata en Sarajevo 1984, en las pruebas de 1000 m y 1500 m.
Ganó tres medallas en el Campeonato Mundial de Patinaje de Velocidad sobre Hielo en Distancia Corta entre los años 1981 y 1984.

## Palmarés internacional
| Juegos Olímpicos                      | Juegos Olímpicos       | Juegos Olímpicos | Juegos Olímpicos      |
| Año                                   | Lugar                  | Medalla          | Prueba                |
| ------------------------------------- | ---------------------- | ---------------- | --------------------- |
| 1984                                  | Sarajevo (Yugoslavia)  | Medalla de plata | 1000 m                |
| 1984                                  | Sarajevo (Yugoslavia)  | Medalla de plata | 1500 m                |
| Campeonato Mundial en Distancia Corta |                        |                  |                       |
| Año                                   | Lugar                  | Medalla          | Prueba                |
| 1981                                  | Grenoble (Francia)     | Medalla de plata | Clasificación general |
| 1982                                  | Alkmaar (Países Bajos) | Medalla de oro   | Clasificación general |
| 1984                                  | Trondheim (Noruega)    | Medalla de plata | Clasificación general |